# SB řada 629
Lokomotivy řady 629 SB (u kkStB rovněž řada 629, později u ČSD řada 354.1 a u PKP řada OKm11) byly dvouválcové tendrové lokomotivy určené pro vozbu osobních vlaků. Tyto stroje byly vyráběny v různých lokomotivkách v Rakousku-Uhersku a následně i v jeho nástupnických státech. V průběhu výroby vzniklo několik navzájem odlišných výrobních sérií, lišících se například počtem kouřovek a žárnic, či délkou a hmotností.

## Vznik a výroba
Vznik této řady byl způsoben objednávkou společnosti Jižní dráhy (k.k.priv. Südbahn-Gesellschaft, SB) na dodávku zdokonalených lokomotiv rakouské řady 229 (u ČSD řada 354.0). Toto zdokonalení spočívalo především v úpravě kotle. Výroba byla zadána strojírně státních drah (StEG). Ta v letech 1913–1914 vyrobila devět lokomotiv této řady. Dalších šest lokomotiv bylo vyrobeno roku 1915 lokomotivkou ve Vídeňském Novém Městě (VNM). Mezi lety 1917 a 1918 bylo vyrobeno dalších 25 lokomotiv tentokrát pro rakouské státní dráhy (kkStB), které dodala StEG. 
Od roku 1921 se začaly tyto lokomotivy vyrábět také v Československu. Nejprve byly vyráběny podle původní dokumentace, později však začalo docházet k mírnému zdokonalování. Výroba zprvu probíhala ve Škodových závodech v Plzni, později se do výroby zapojila také Českomoravská-Kolben a někdejší Breitfeld-Daněk Slaný. Celkem bylo mezi lety 1921–1941 vyrobeno celkem 219 lokomotiv pro ČSD/ČMD/SŽ. Všechny tyto lokomotivy byly vyrobeny na území Československa.
Shodné lokomotivy byly vyráběny po válce také v Rakousku. V letech 1920–1927 byly tyto stroje dodány BBÖ v počtu 60 kusů. Šlo o stroje z lokomotivky VNM a závodu Krauss Linec. Závod Krauss vyrobil v roce 1922 deset lokomotiv pro Polské státní dráhy (PKP).

## Technický popis
Pohon lokomotivy zajišťoval dvouválcový parní stroj na přehřátou páru. Původní rakouská konstrukce disponovala jedním parojemem. Stroje vyráběné v ČSR měly dva parojemy, propojené navzájem trubkou. Toto řešení zabraňovalo strhávání vody do válců. Z výroby byly lokomotivy osazeny měděnými topeništi, které byly později nahrazovány topeništi ocelovými.

## Provoz
Lokomotivy společností kkStB a SB byly v provozu pouze na území Rakouska a Československa. Po válce přešlo patnáct lokomotiv pod ČSD. Ve 30. letech byly jednou z nejpočetnějších řad pro osobní dopravu v ČSR, pročež si vysloužily přezdívku Všudybylka. Po obsazení Němci roku 1938 přešlo 49 lokomotiv pod Deutsche Reichsbahn. Stroje však zůstaly na našem území. Dalších devět lokomotiv přešlo po odtržení Slovenska pod Slovenské železnice. Zbylé stroje zůstaly pod BMB-ČMD. Po roce 1945 se pod ČSD vrátily všechny stroje Deutsche Reichsbahn a SŽ a navíc ČSD získaly dva kořistní stroje z Rakouska a pět strojů, které si za války zakoupily SŽ. Stroje řady 354.1 vydržely na svých výkonech až do poloviny šedesátých let, kdy začaly být vytlačovány motorovými lokomotivami. Nejprve byly odsunuty na méně významné výkony a později byly vyřazovány, nebo odprodávány na vlečky. Poslední stroje byly z pravidelného provozu odstaveny v roce 1978 v Letohradu. Lokomotivy byly průběžně modernizovány a sjednocovány, čímž bylo dosaženo velké provozní spolehlivosti.

## Zachované lokomotivy
Celkem byly zachovány tři lokomotivy řady 354.1 ČSD a pět lokomotiv řady 629 kkStB/BBÖ.

### 354.195
Lokomotiva byla vyrobena v roce 1925 v Českomoravské-Kolben. Postupně vystřídal depa Vršovice, Olomouc, Česká Lípa, Nymburk a Hradec Králové. Provoz ukončila 15. srpna 1978 v depu Letohrad. V roce 2004 byla zprovozněna a zařazena do sbírky ČD. Deponována je v muzeu Lužná u Rakovníka, kde o ni pečuje Klub přátel historických vozidel. V roce 2021 prošla lokomotiva opravou kotle, při níž byly vyměněny kotelní trubky a komunikační roura a byl opraven popelník.

### 354.1178
Lokomotiva byla vyrobena v roce 1931 ve Škodě Plzeň. Druhou světovou válku přečkala pod ČMD. V roce 1960 byla umístěna v depu Letohrad, kde 16. března 1978 ukončila svoji službu. Poté byla přesunuta do kovošrotu v Polance nad Odrou. Následně započala snaha o její zachování a v roce 1984 ji získalo Múzejno - dokumentačné centrum v Bratislavě. Od roku 1999 probíhají práce s cílem tuto lokomotivu zprovoznit. Lokomotiva byla svěřena Klubu historickej techniky pri RD Zvolen, jehož členové pomáhají při rekonstrukci stroje.

### 354.1217
Lokomotiva byla vyrobena v roce 1938 ve Škodě Plzeň. Za války, stejně jako stroj 354.1178, sloužila u ČMD. Zrušena byla v roce 1976 a rok později byla zařazena do sbírek Národního technického muzea v Praze. Jako provozuschopný exponát byla udržována v lokomotivním depu Brno. V roce 2005 lokomotivě propadly tlakové zkoušky, a navíc jí při rozlučkové jízdě prasklo těsnění. Lokomotiva tak musela být odtažena zpět do Brna, aniž jízdu dokončila. Po dvou letech byla odtažena do depozitáře NTM v Chomutově. Od března 2014 do prosince 2016 byla zapůjčena jako neprovozuschopný exponát do Techmanie v Plzni. Poté byla vrácena zpět do Chomutova.
Tato lokomotiva hraje v seriálu Dobrodružství kriminalistiky v epizodě Tým, v Četnických humoreskách v epizodě Směšný vrah a Doktor Smrt I a v Cirkusu Humberto v epizodě Slavné jméno.

### Rakouské a další stroje
- 629.01 – zrušena v roce 1977, zprovozněna v roce 1996, provozuschopná
- 629.43/77.28 – provozuschopná
- 629.65/77.250 – provozuschopná
- 629.59/77.244 – neprovozní
- 629.80/JŽ 18-005 – muzeum Ljubljana, neprovozní

## Galerie

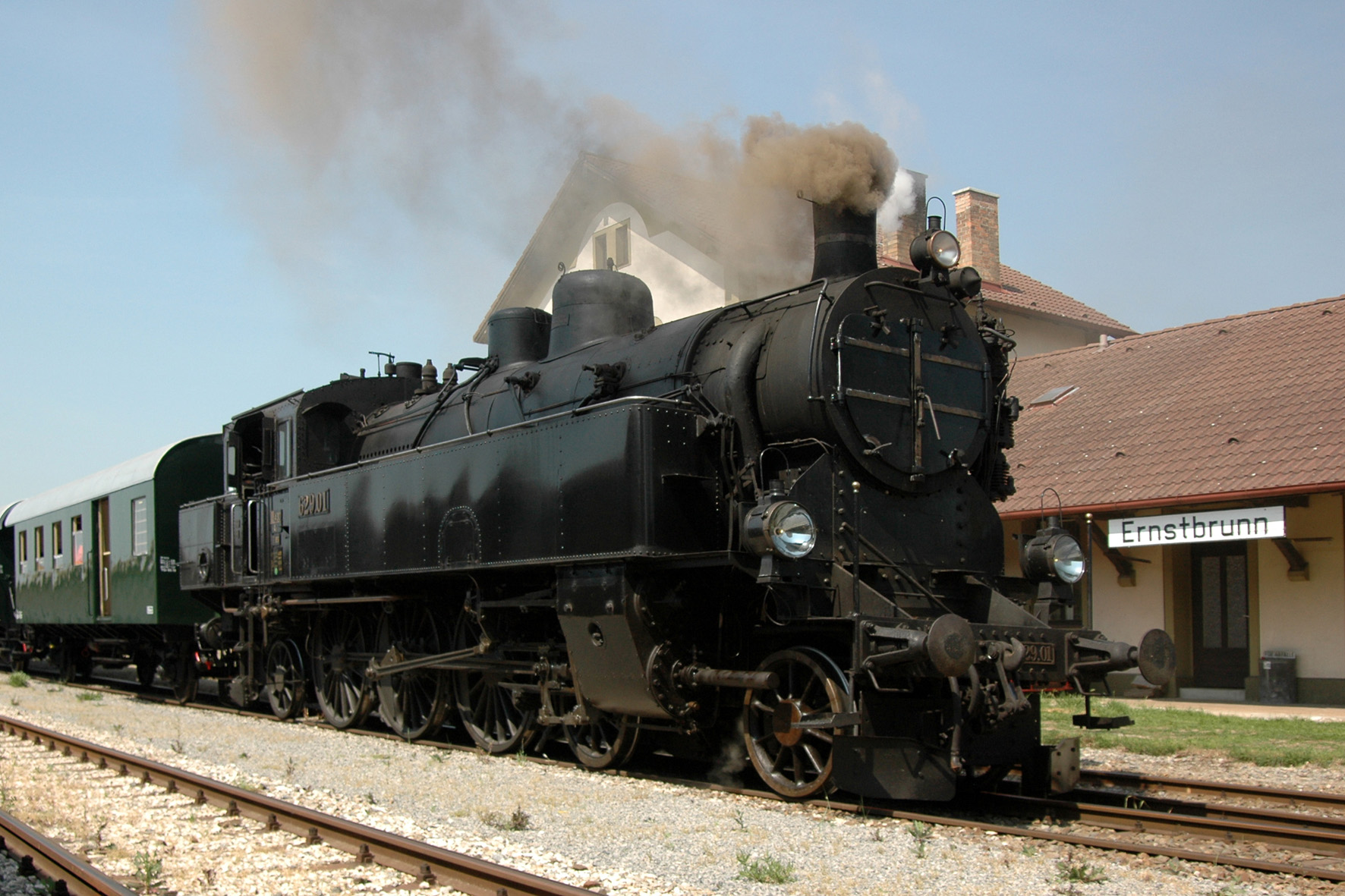
Lokomotiva 629.01
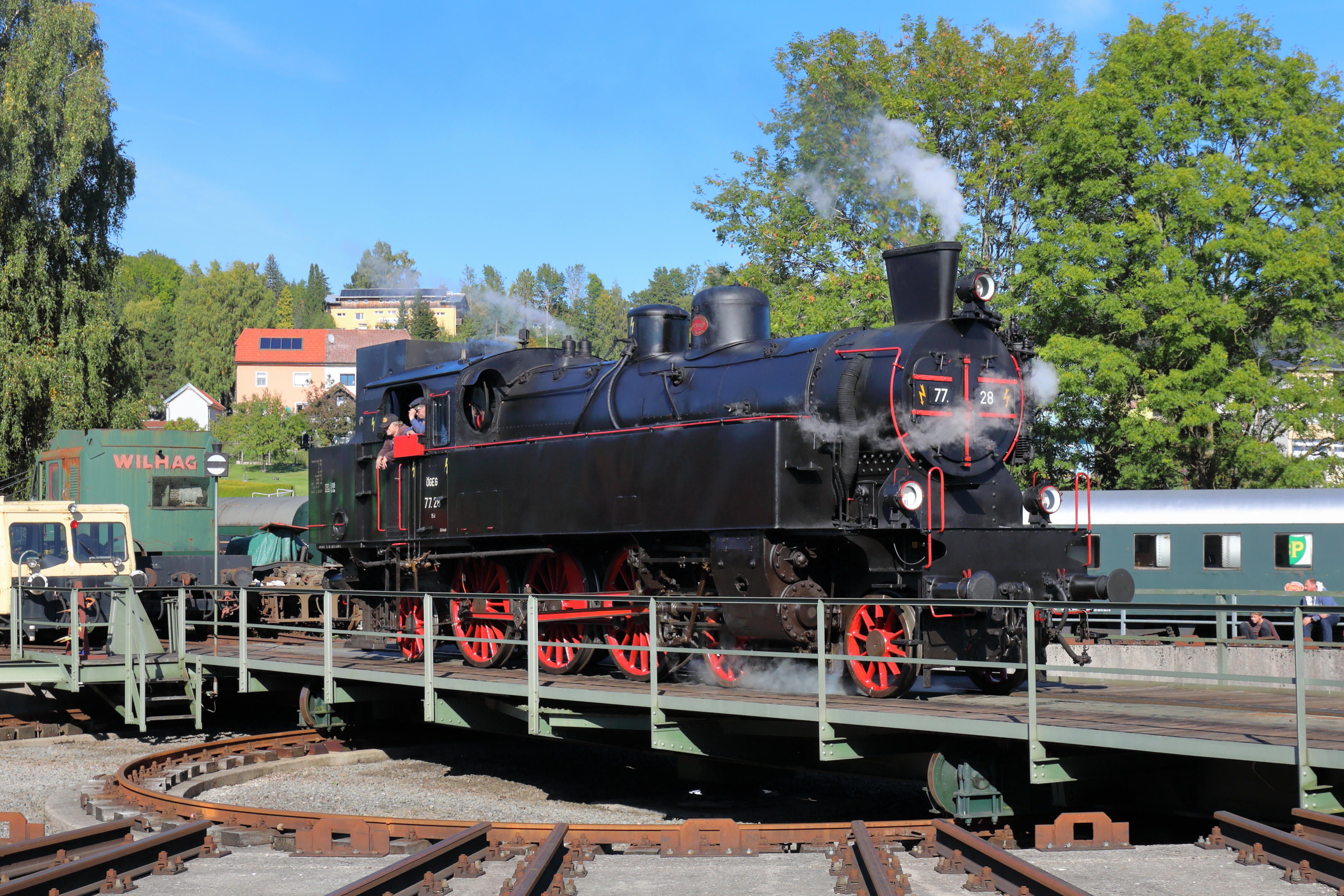
Lokomotiva 77.28 v železničním muzeu v Ampflwangu
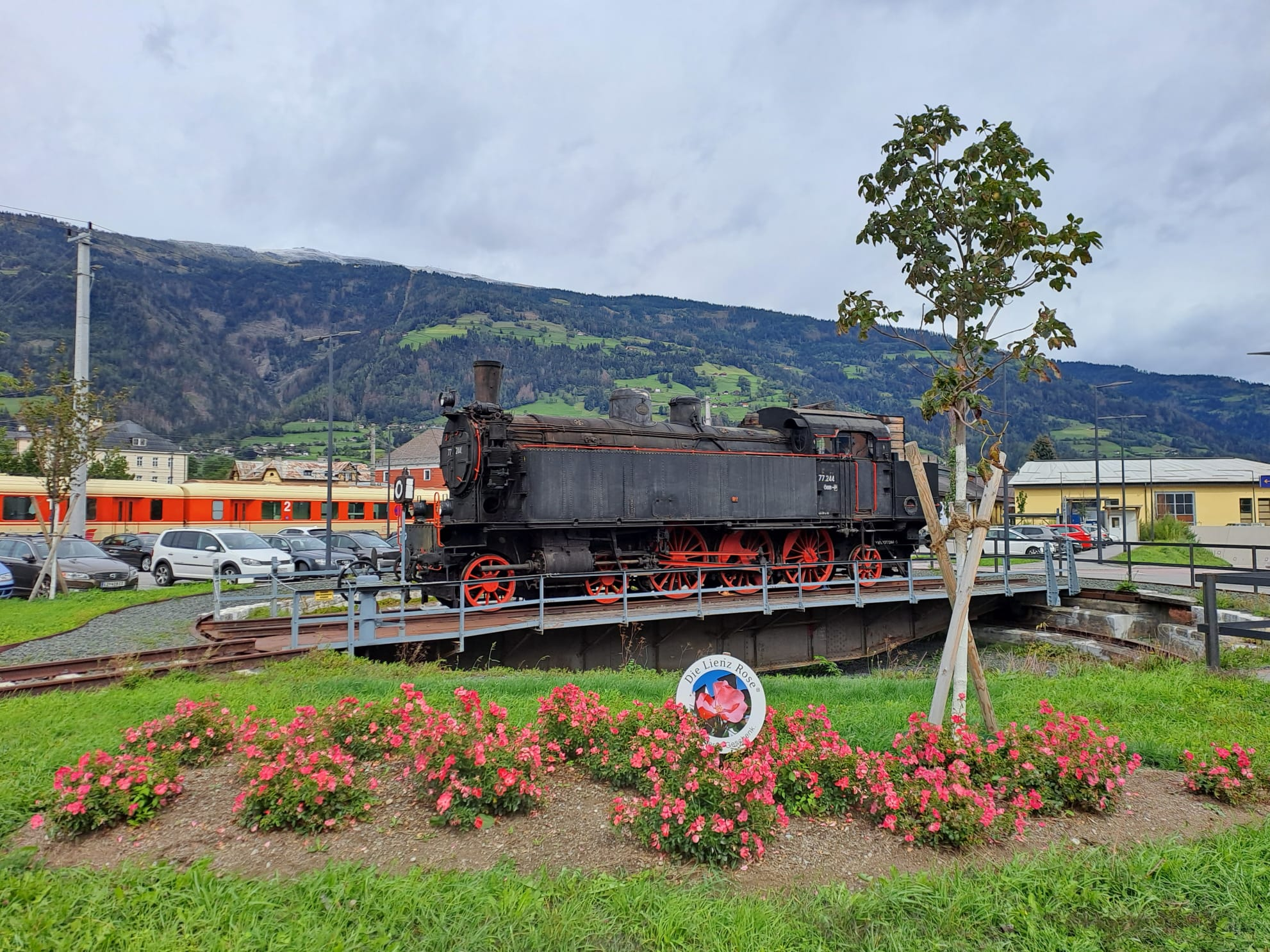
Lokomotiva 77.244 na pomníku v Lienzu
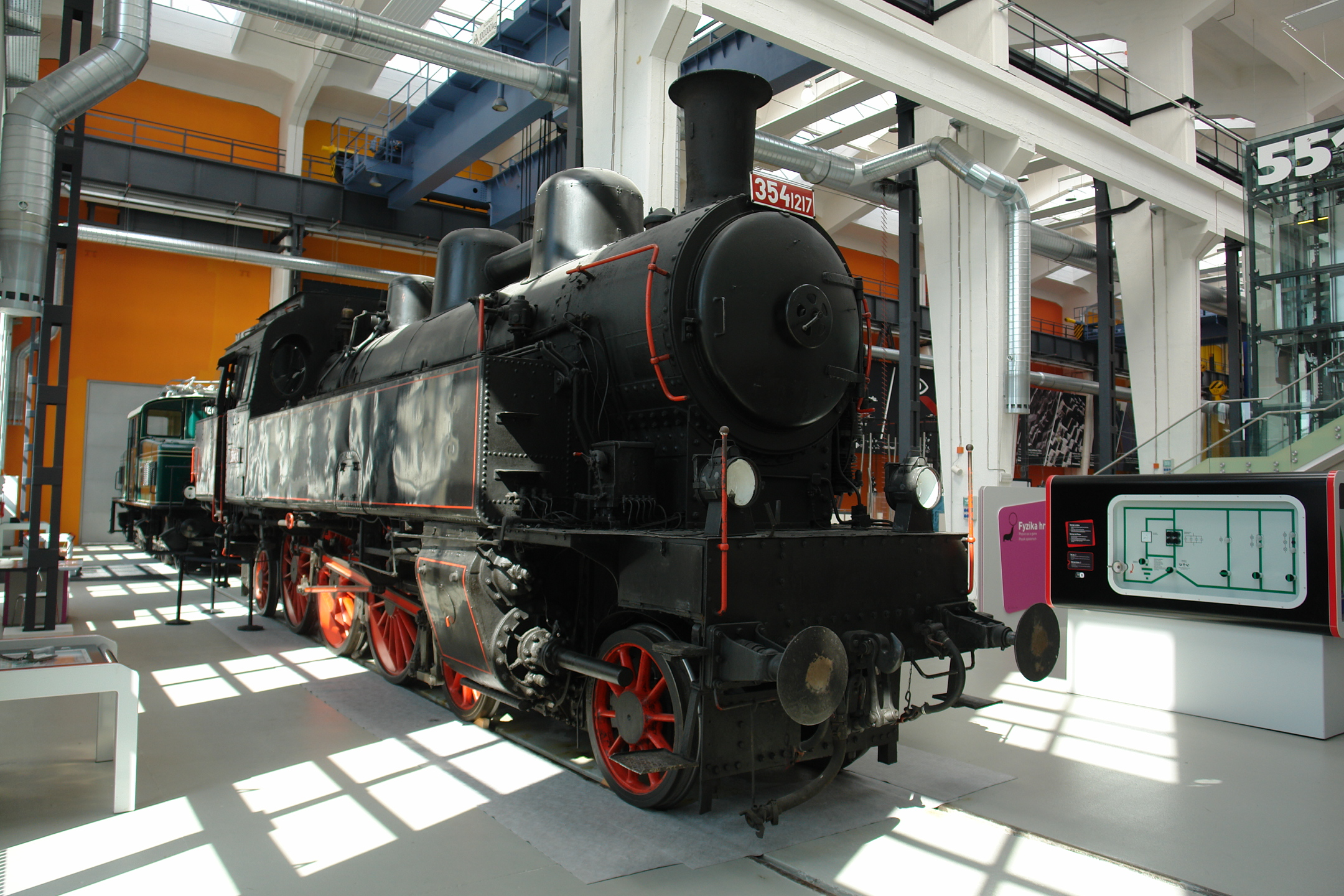
Lokomotiva 354.1217 v Techmanii
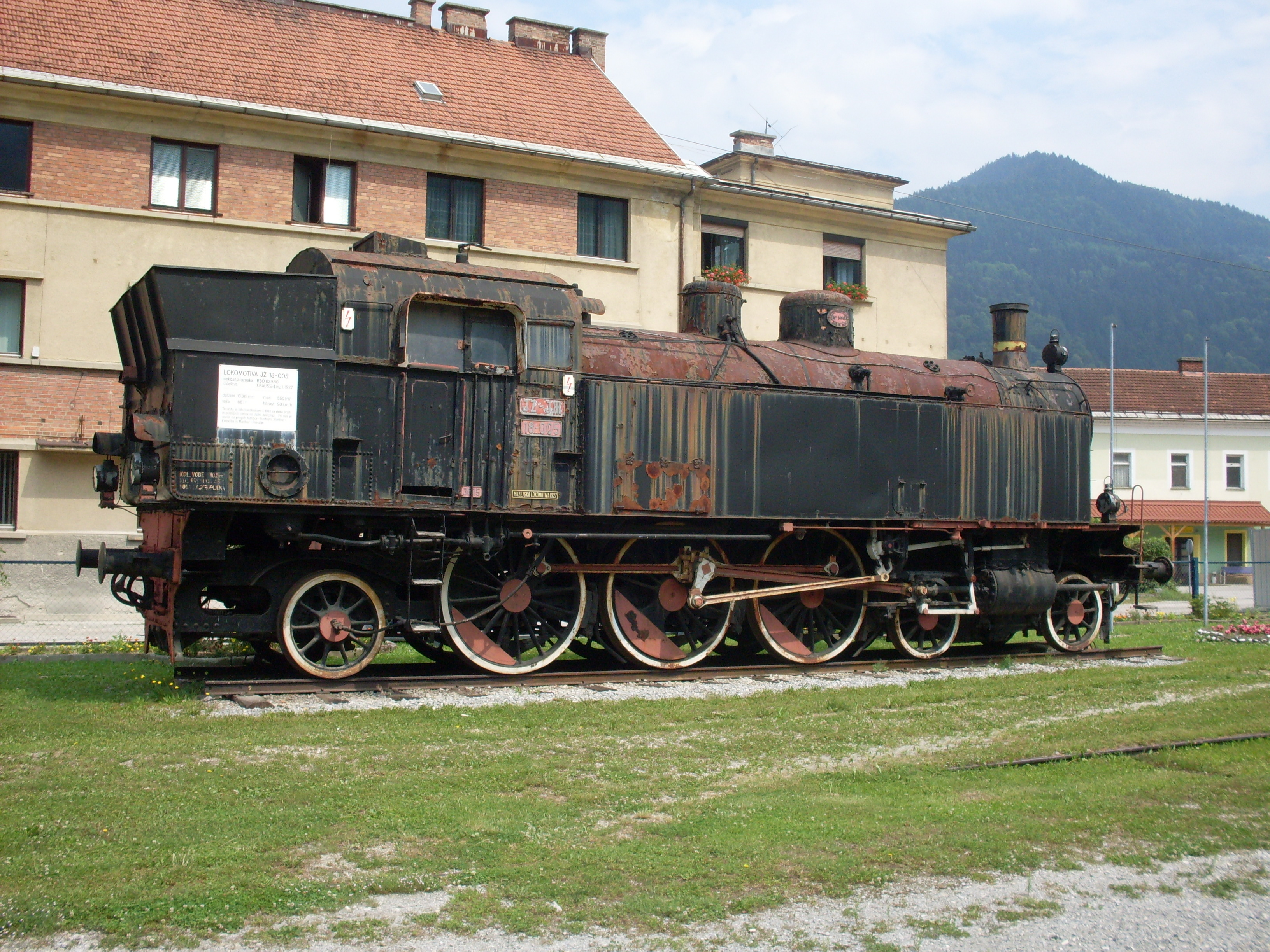
Lokomotiva JŽ 18-005 na pomníku u nádraží Dravograd v roce 2010
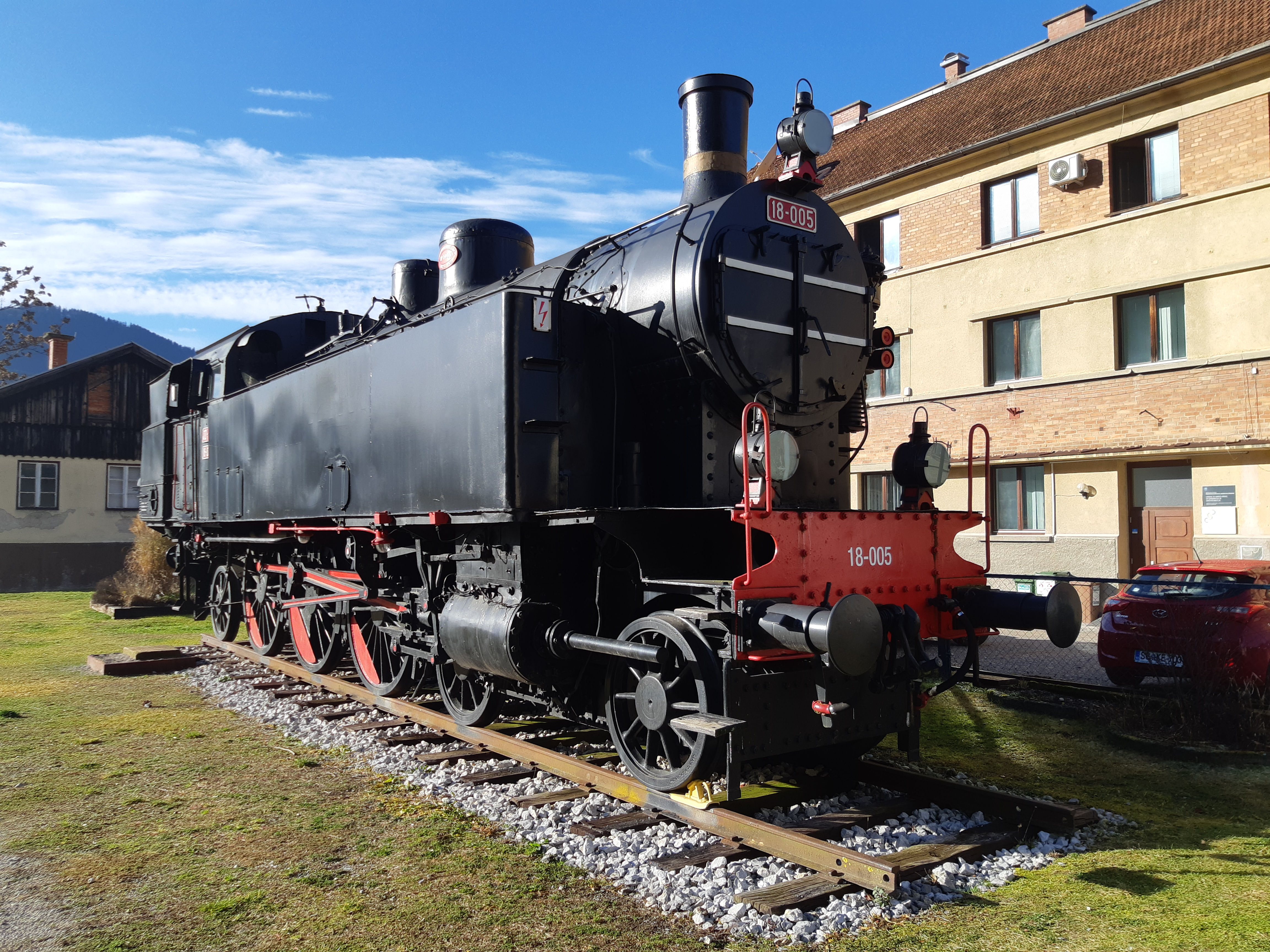
Lokomotiva JŽ 18-005 na pomníku u nádraží Dravograd v roce 2020